# Batterie de Sanchey
La batterie de Sanchey, appelé aussi fort de Sanchez ou brièvement fort Férinot, est une fortification faisant partie de la place forte d'Épinal, situé à l'ouest de la commune de Sanchey, dans les Vosges.

## Historique
Le décret d'utilité publique date du 19 juillet 1881.
Par le décret du 21 janvier 1887, le ministre de la Guerre Georges Boulanger renomme tous les forts, batteries et casernes avec les noms d'anciens chefs militaires. Pour la batterie de Sanchey, son « nom Boulanger » est en référence au général Pierre Marie Barthélemy Ferino : le nouveau nom devait être gravé au fronton de l'entrée. Dès le 13 octobre 1887, le successeur de Boulanger au ministère, Théophile Ferron, abroge le décret. Le fort reprend officiellement son nom précédent.

## Caractéristiques
La batterie est à 385 m d'altitude, juste au-dessus du canal de l'Est et de la voie ferrée (Épinal-Mirecourt, désormais démontée). Il s'agit d'un ouvrage intercalé entre les forts de Girancourt et d'Uxegney.
La garnison ne devait pas excéder 80 à 100 hommes et l'artillerie de rempart devait se limiter à 4 ou 6 pièces. Entourée d'un fossé sec, cette batterie affecte la forme d'un pentagone régulier dont les flancs (fronts I-II et IV-V) sont tellement courts (de l'ordre de 35 m au niveau de l'escarpe) que l'on n'a pas jugé utile de les défendre autrement que par les créneaux du mur coiffant l'escarpe semi détachée. Les fronts II-III et III-IV formant front de tête sont pris en enfilade par une caponnière double en capitale. Le bâtiment d'entrée, faisant office de caponnière double, ressort dans la gorge, laquelle affecte un léger angle rentrant. Son pont-levis à la Devèze est le seul exemplaire intact. La façade de l'entrée, soignée avec utilisation de grès rose des Vosges et de pierres calcaires est surmontée d'un cartouche avec le nom de la batterie, lui-même encadré par un chronogrammes des années basse et haute de construction. Le porche de l'entrée, aux superbes maçonneries de moellons de différentes natures, abrite les accès de quatre locaux, corps de garde notamment, avant de donner dans la cour de la batterie. Déboucher face à l’ennemi sur un espace vide plutôt que, comme souvent, face à un bâtiment ou un massif protecteur, exposait ce tunnel au danger des tirs de l'artillerie adverse, quand bien ceux-ci fussent tendus. Pour réduire le risque, on a pris soin d'enrocher ce débouché par deux longues ailes de maçonnerie, elles-mêmes adossées à un massif de terre.
La cour est un trapèze dont la petite longueur est constituée par le mur extérieur du sas d'entrée du magasin à poudre jouxté à sa gauche par une gaine d'accès à la caponnière double. Ce magasin de 20 à 30 tonnes de poudre noire, aligne trois créneaux à lampe. Singulièrement, les baies de ces derniers y compris celui du sas d'entrée, sont surmontées d'un arc de maçonnerie de moellons.Les flancs du trapèze sont, chacun, constitués de deux chambrées auxquelles, perpendiculairement, ont été accolés deux petits locaux, dont vraisemblablement l’infirmerie. Deux couloirs de circulation qui vont buter sur le sas du magasin à poudre passent à l'arrière de ses chambrées. Leur autre extrémité donne, pour celui de gauche, sur un puits avec citerne et lavabos, pour celui de droite, sur des latrines. La batterie ne possède que deux traverses-abris, soit une en arrière de chacun des fronts de tête. Celle-ci sont à deux niveaux, l'intérieur se situant au niveau de la cour et le supérieur étant en retrait. Deux rampes dans le parados de l'escarpe permettaient d'amener des pièces d'artillerie au niveau de l'étage supérieur de ces traverses. Les dessus du casernement et du magasin à poudre étaient aménagés en crête de feux d'infanterie. Selon toute vraisemblance, le calibre des canons ne devait pas être supérieur à 90 ou 95 mm.
L'ensemble a été construit en maçonnerie, le tout recouvert d'une couche de terre.

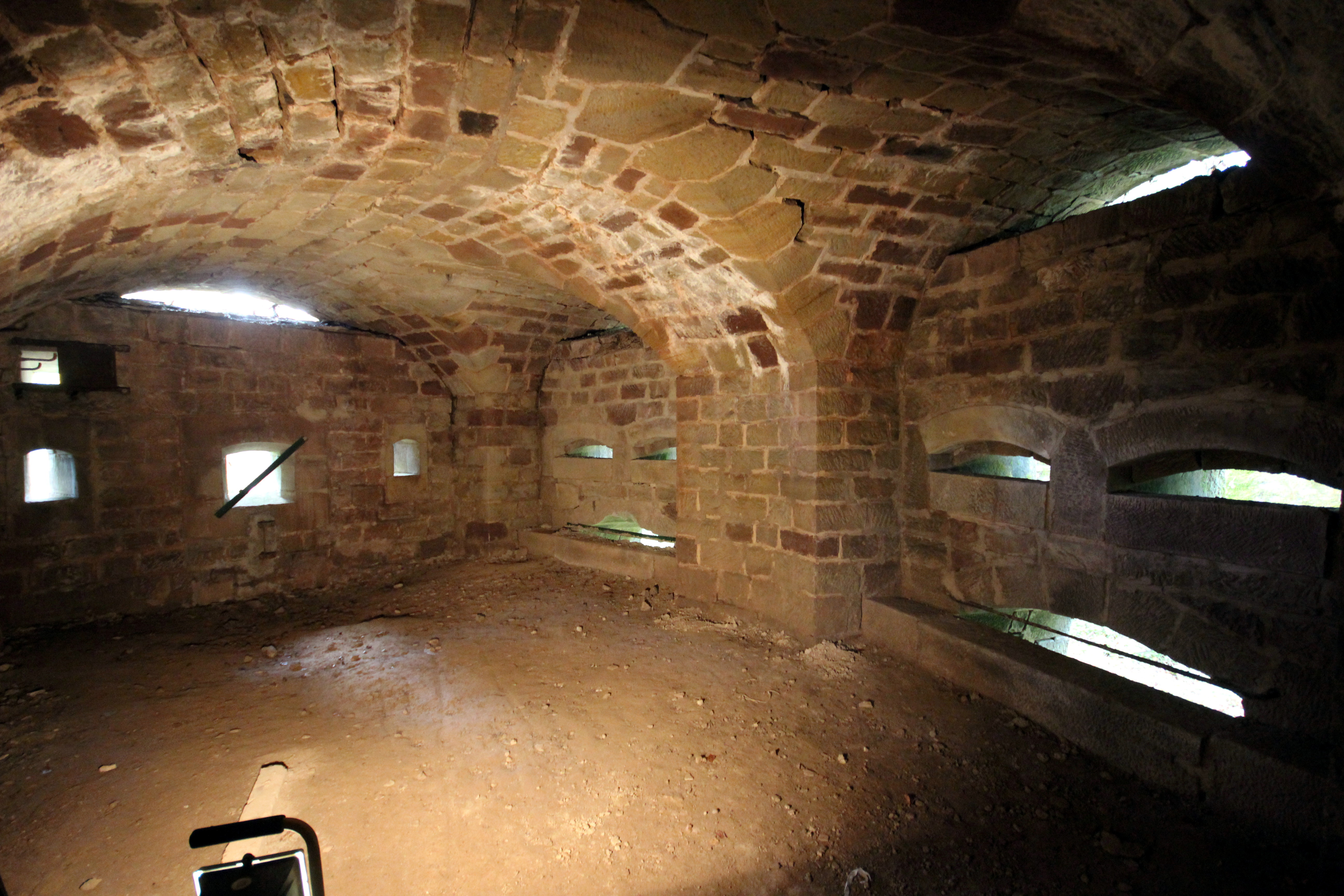
La caponnière double de la batterie.
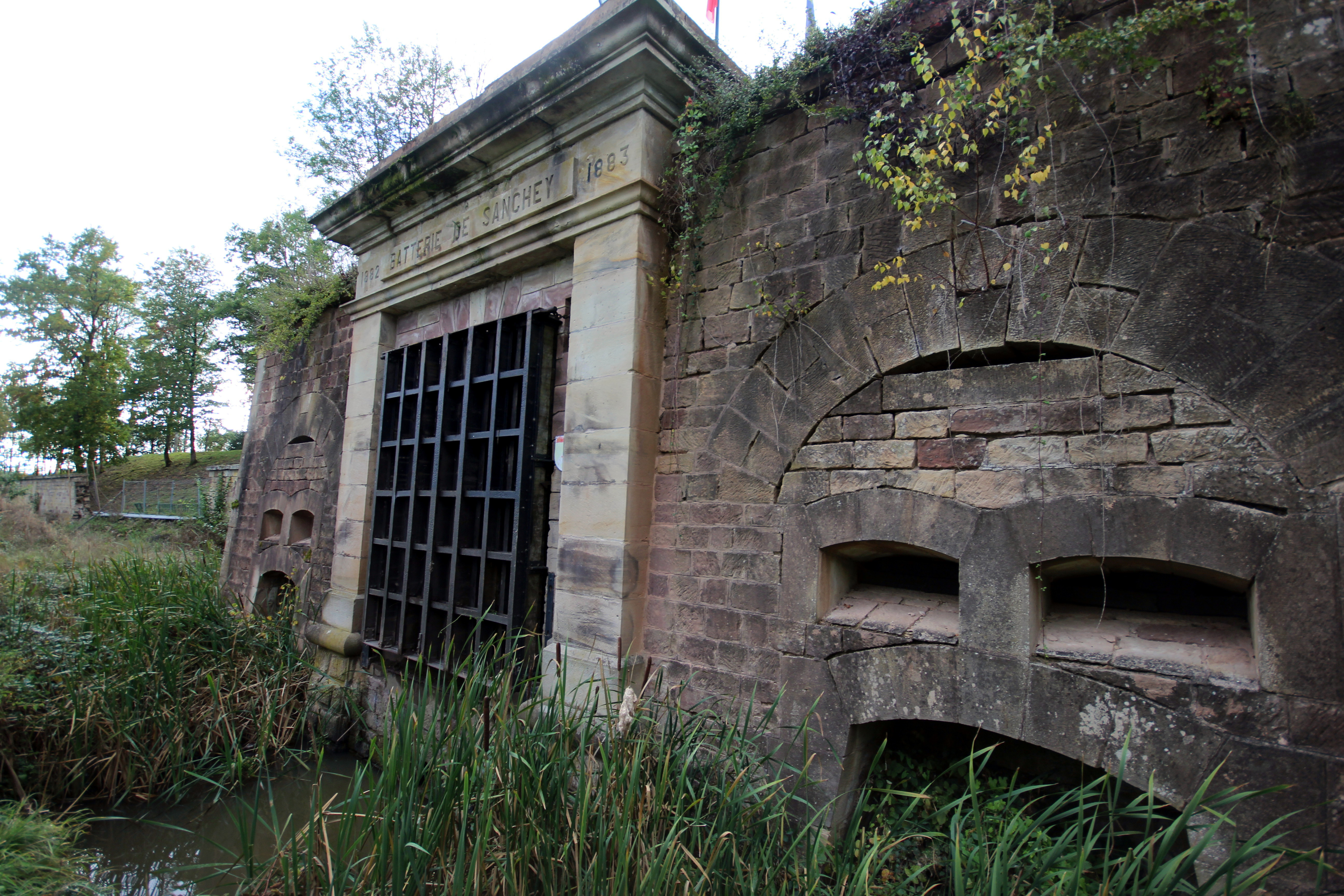
L'entrée de la batterie de Sanchez.
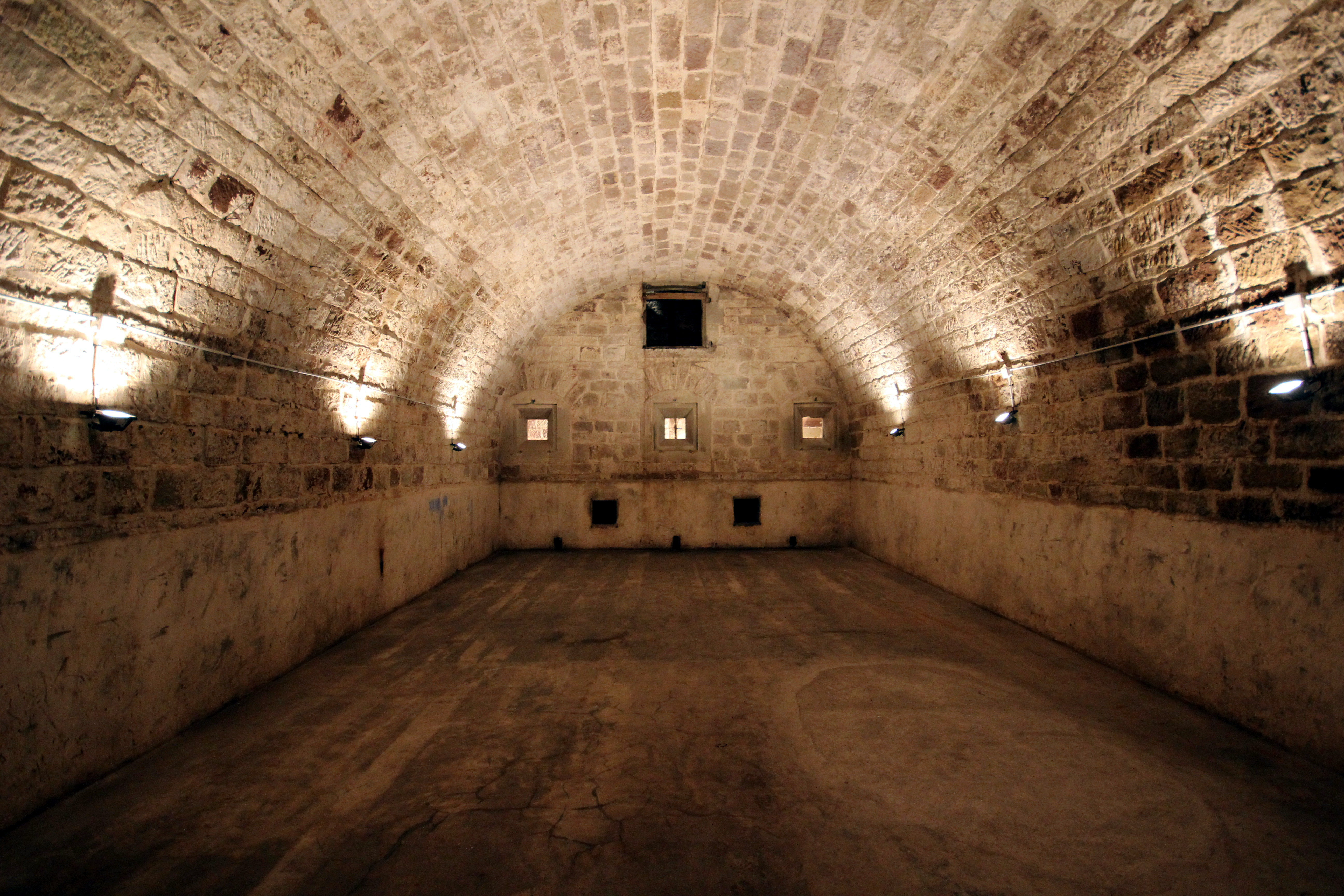
Magasin à poudre.
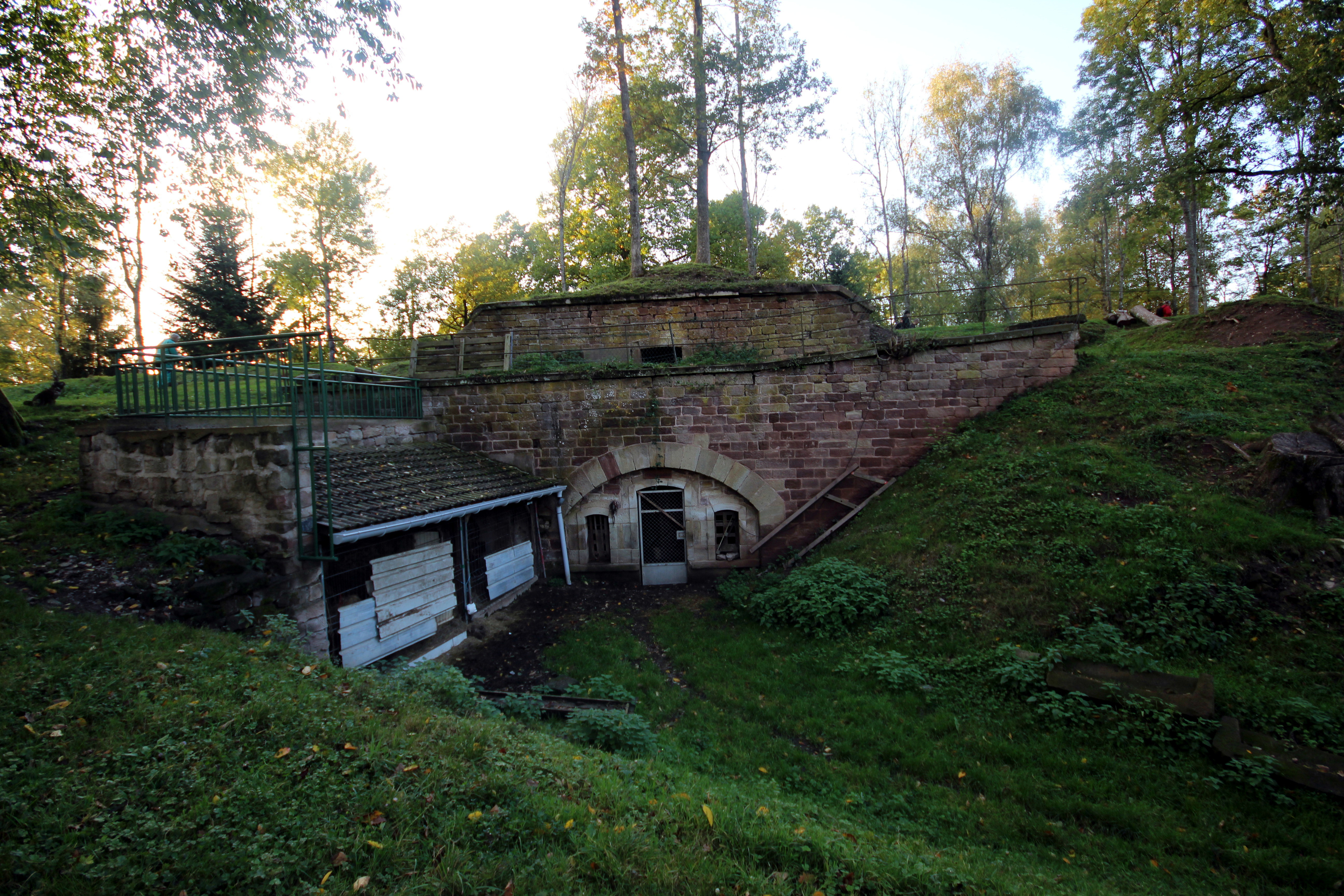
Une traverse-abri.
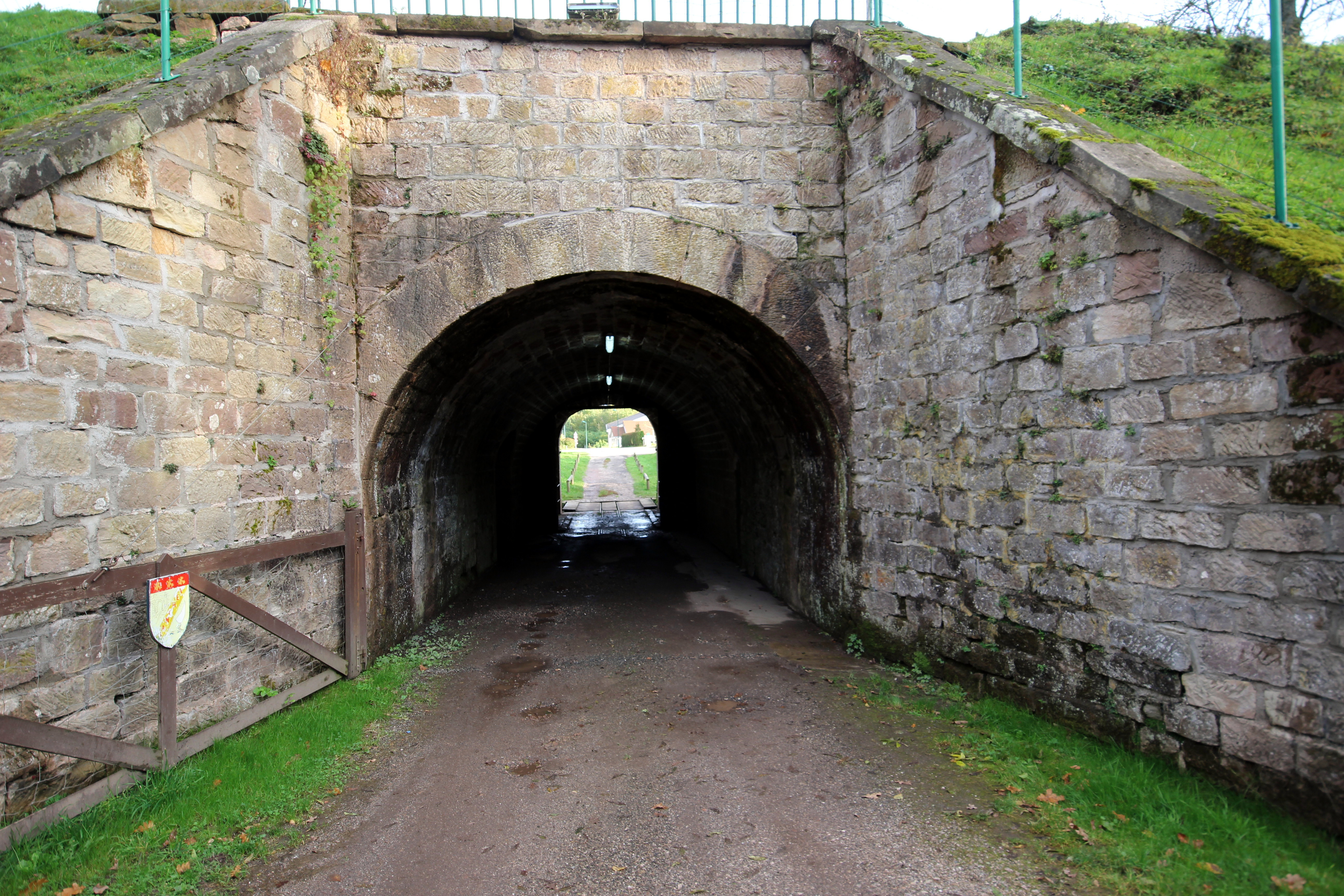
Vue sur le tunnel de la batterie.
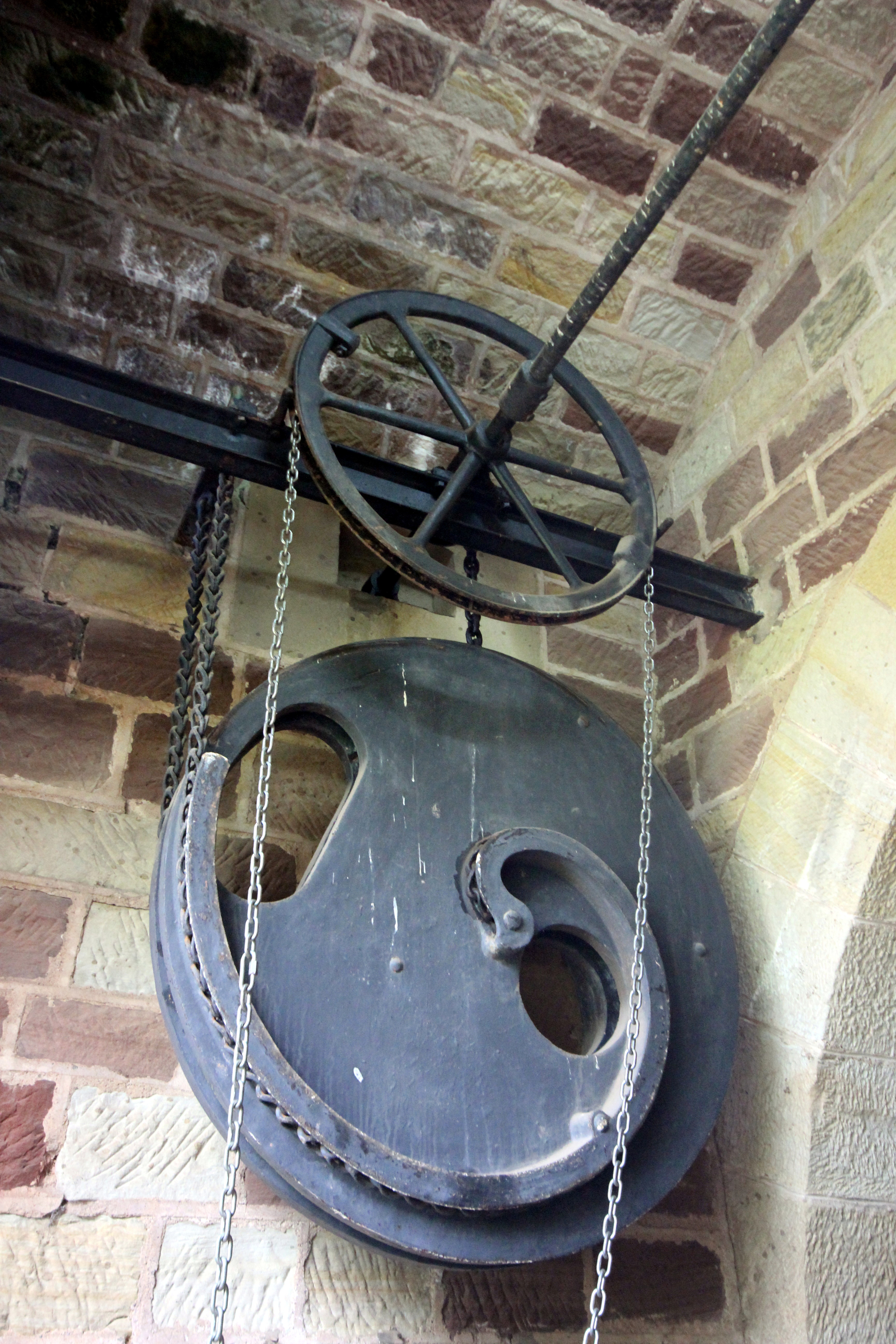
Le système du pont-levis de la batterie.
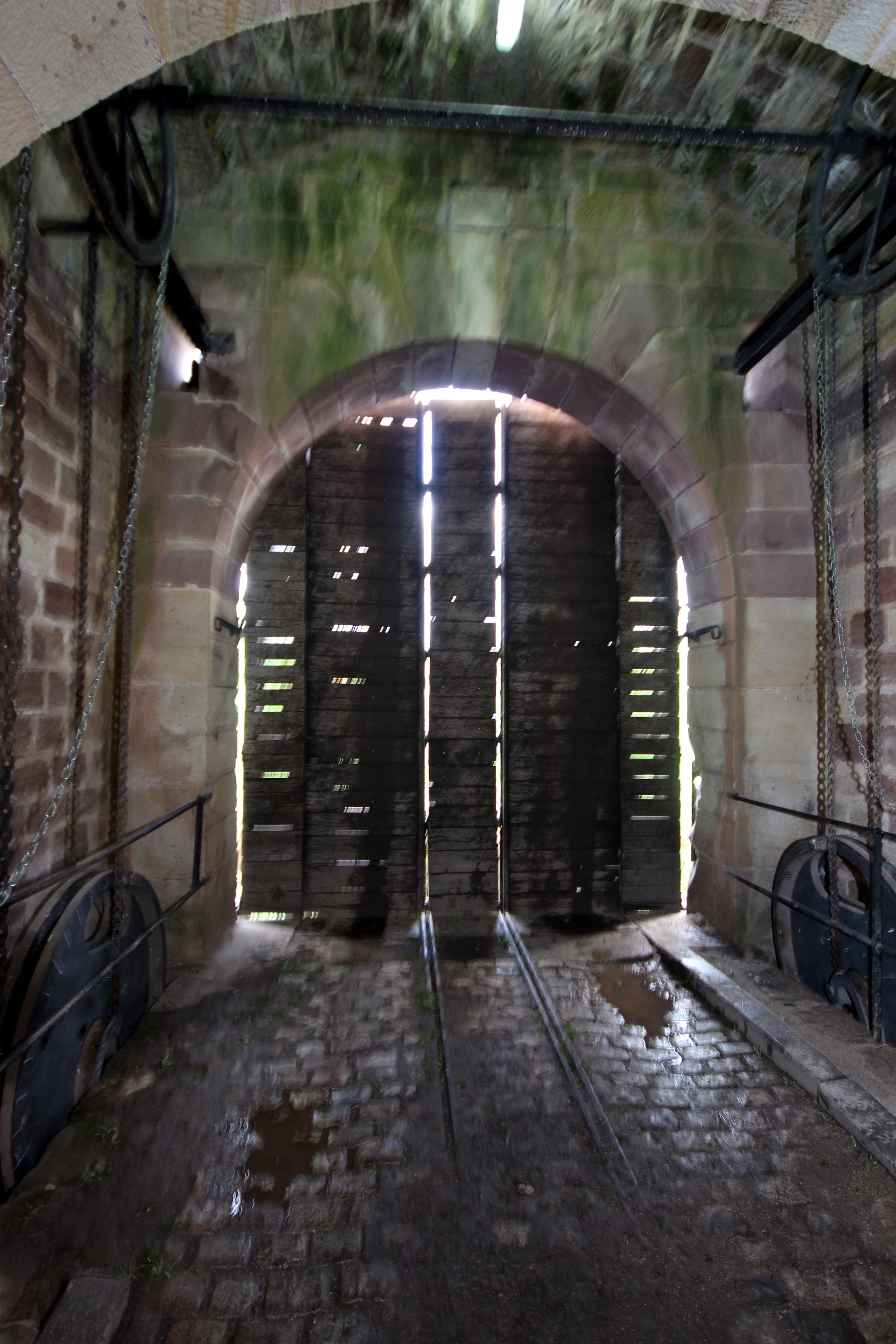
Le pont-levis de la batterie.
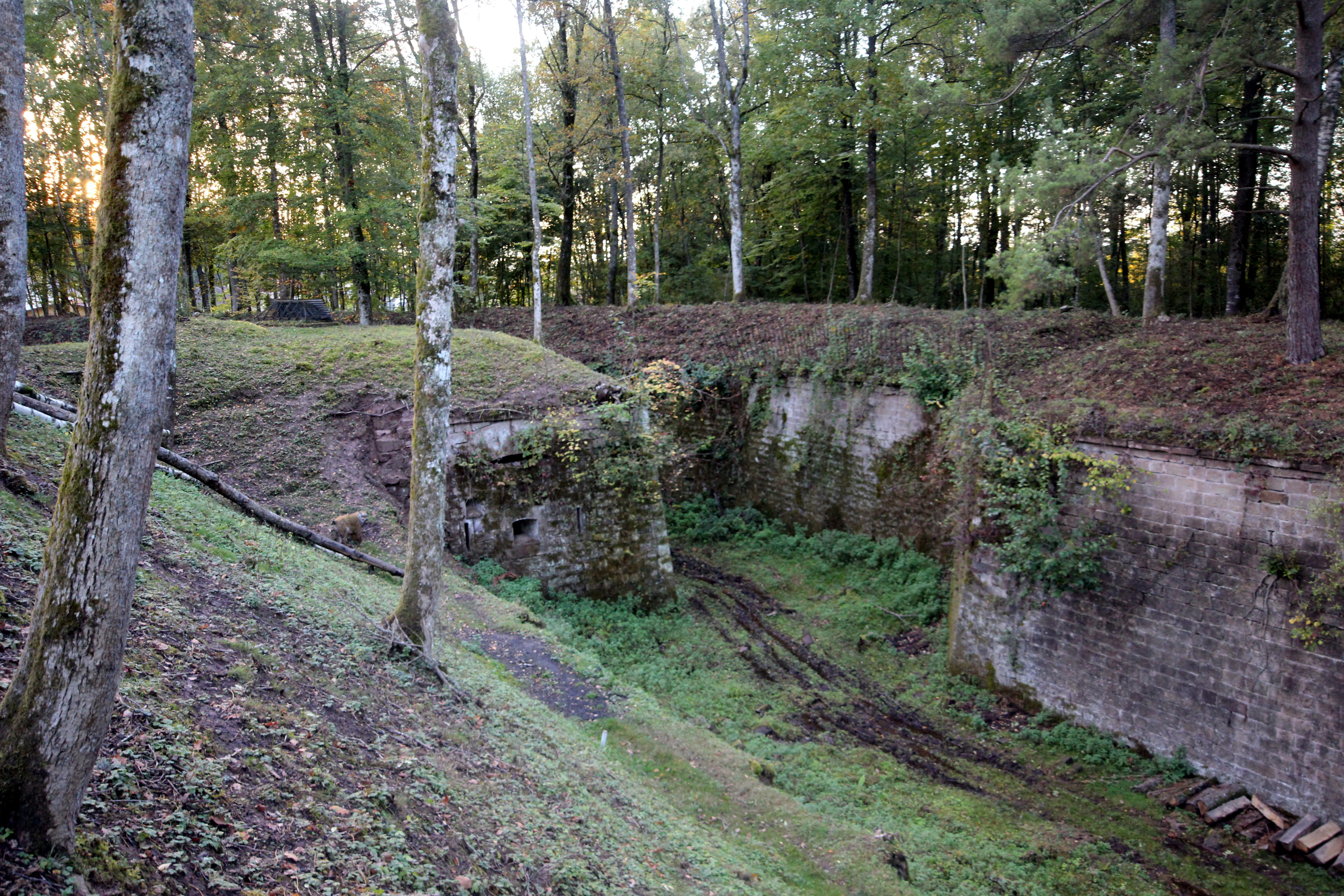
Le fossé.
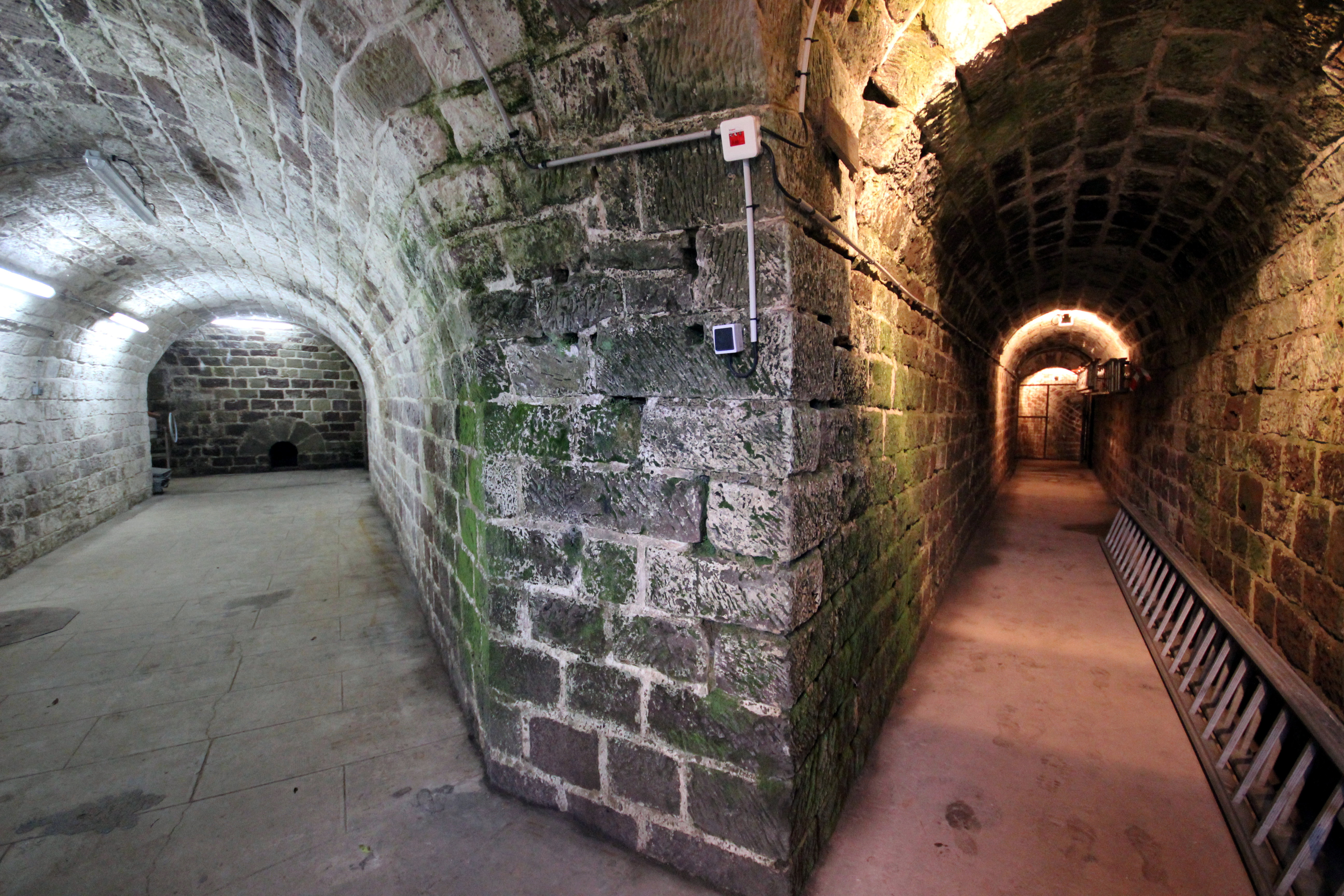
Le couloir de la batterie.
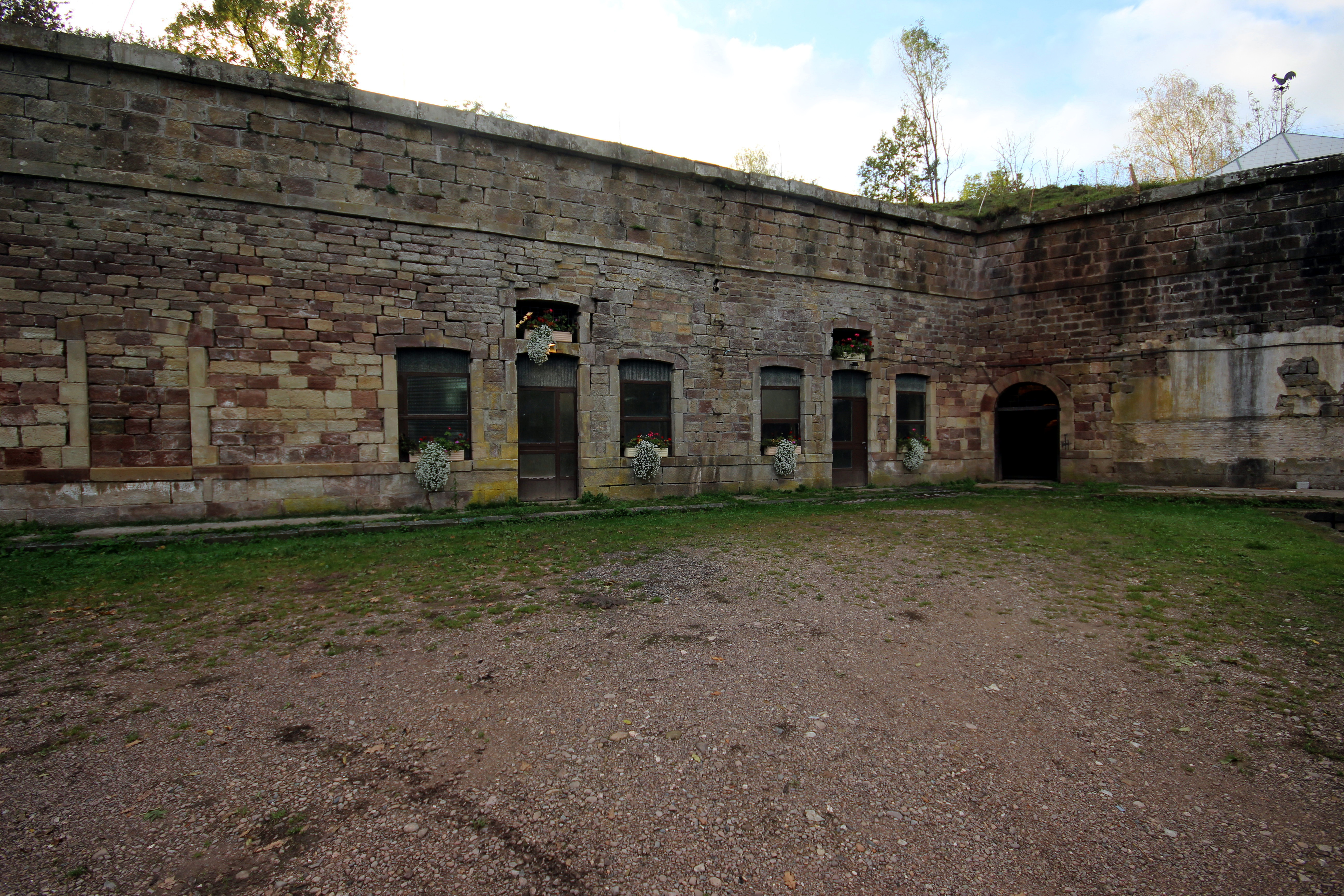
La cour de la batterie.
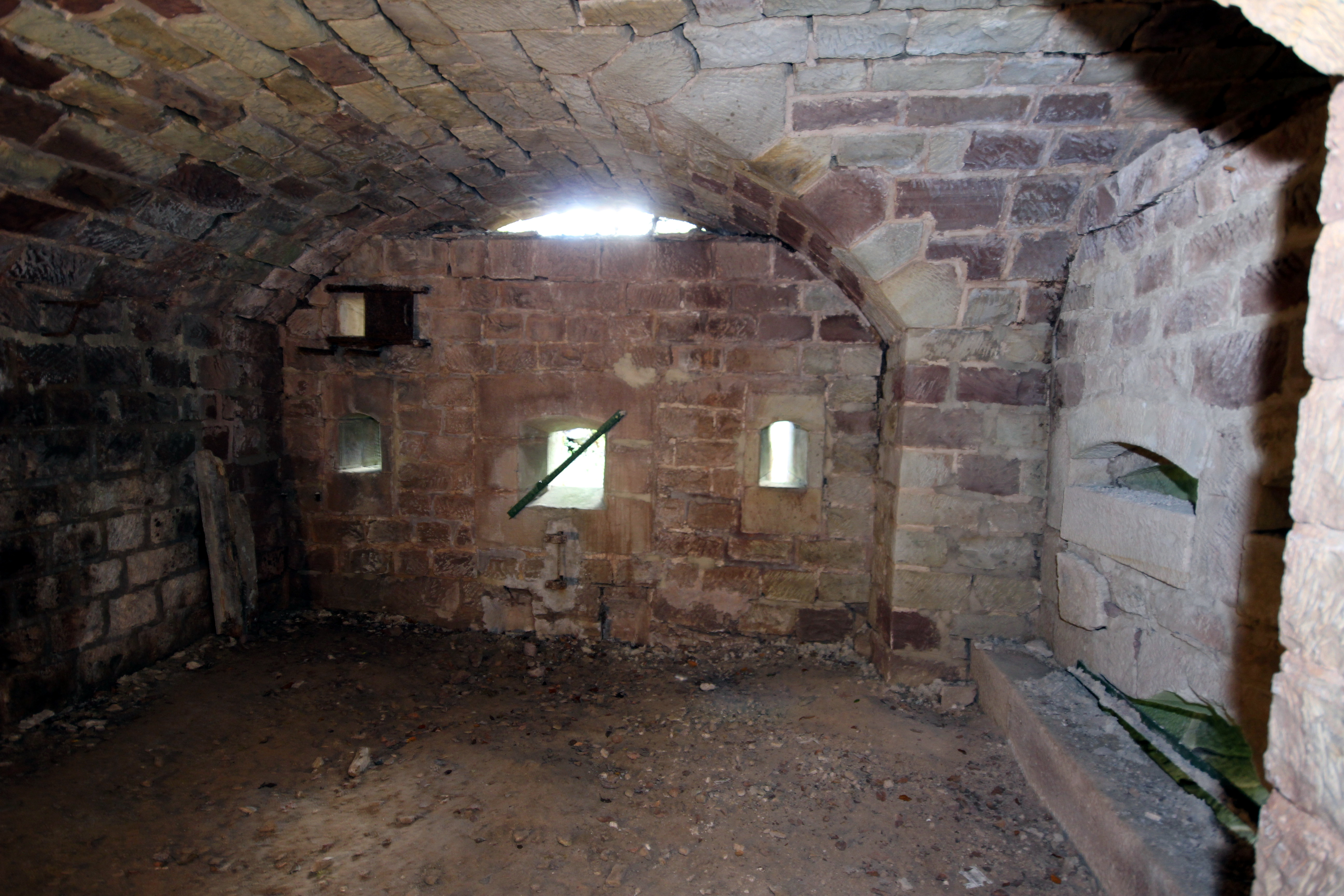
La caponnière simple.

## État actuel
La batterie, propriété de la commune, est visitable. Elle est utilisée par le comité des fêtes de Sanchey.
Le bâtiment d'entrée est dans un remarquable état de conservation, tout comme l'ensemble des bâtiments d'ailleurs. Toutefois, début 2004 d'importants travaux de déboisement ont mis au jour la triste réalité des énormes dégâts au mur d'escarpe. Soufflures, effondrements sont le lot de désagréments qui attend toute personne faisant le tour des fossés.